# 9393 Apta
A 9393 Apta (ideiglenes jelöléssel 1994 PT14) a Naprendszer kisbolygóövében található aszteroida. Eric Walter Elst fedezte fel 1994. augusztus 10-én.